# Nelson Morales
Nelson Noel Morales Barrientos (né le 20 septembre 1976 à Cobán au Guatemala) est un joueur de football international guatémaltèque, qui évolue au poste de défenseur.

## Biographie

### Carrière en sélection
Avec l'équipe du Guatemala, il joue 31 matchs (pour aucun but inscrit) entre 2001 et 2005. Il figure notamment dans le groupe des sélectionnés lors des Gold Cup de 2003 et de 2005.

## Palmarès
| Cobán Imperial - Championnat du Guatemala (1) : - Champion : 2004 (Clôture). |  | CD Jalapa - Championnat du Guatemala (1) : - Champion : 2009 (Clôture). |  | Xelaju MC - Championnat du Guatemala (1) : - Champion : 2012 (Clôture). |